# 中非合作论坛

中非合作论坛成员国（列出具有主權爭議的領土）註：此圖未包括已与中華人民共和國建立外交關係的馬拉威、冈比亚、圣多美和普林西比和布吉納法索；此外圖中南苏丹尚未独立

中非合作论坛（法語：Forum sur la coopération sino-africaine）是中华人民共和国和非洲国家之间 为进一步加强友好合作、促进共同发展而举行的定期对话论坛。中非合作论坛每三年舉行一次，首届部长级会议于2000年10月10日在中国北京举行。另外每屆會議舉辦地點會由中國北京和非洲國家輪流舉行。
论坛成員為中國及和中國有外交關係的非洲國家及非洲組織。目前沒有參加的非洲國家為和中華民國有邦交的史瓦帝尼及因与摩洛哥有领土主权争议，不被包括中华人民共和国在内的主權国家所承认的阿拉伯撒哈拉民主共和国。此外也有不被任何聯合國會員國承認的索馬利蘭。

## 第一届部长级会议
第一届部长级会议于2000年10月10日在中国北京举行，中国方面出席的主要领导人有中共中央总书记兼国家主席江泽民、国务院总理朱镕基、国家副主席胡锦涛等，非洲方面出席的有：多哥总统纳辛贝·埃亚德马、阿尔及利亚总统阿布杜拉齐兹·布特弗利卡、赞比亚总统弗雷德里克·奇卢巴、坦桑尼亚总统本杰明·姆卡帕以及非洲统一组织秘书长萨利姆·艾哈迈德·萨利姆等。共有中国和44个非洲国家的80余名部长和17个国际和地区组织代表应邀与会。
会议的议题有两个，分別是「推动建立国际政治经济新秩序」及「加强中非在经贸领域的合作」。同時会议亦通过了两个文件：《中非合作论坛北京宣言》及《中非经济和社会发展合作纲领》。
会议举行时与中华人民共和国建交的非洲国家有45个，除44个非洲国家派出部长级官员与会外，索马里以驻华大使与会。当时与中华人民共和国尚未建交的马拉维和利比里亚也派出了观察员。

## 第二届部长级会议
第二届部长级会议于2003年12月15日在埃塞俄比亚亚的斯亚贝巴举行。中国方面由國務院總理温家宝出席，非洲方面出席的有莫桑比克总统若阿金·阿尔贝托·希萨诺、乌干达总统约韦里·穆塞韦尼、苏丹共和国总统奥马尔·哈桑·艾哈迈德·巴希尔、津巴布韦总统罗伯特·穆加贝、刚果共和国总统德尼·萨苏-恩格索，科摩罗总统阿扎利·阿苏马尼、非盟委员会主席阿尔法·乌马尔·科纳雷、埃塞俄比亚总理梅莱斯·泽纳维等。中国和非洲44个国家的70名部长及部分国际和非洲地区组织的代表参加会议。另外，中非企业家大会同时举行，500多企业在会上达成10亿余美元的交易意向。
本次会议的主题是“务实合作、面向行动”。会议通过了《亚的斯亚贝巴行动计划》，中国承诺在2004年至2006年的三年间继续增加对非洲的援助，具体措施有：
- 为非洲培训各类人才1万人；
- 开放市场，对最不发达国家部分商品给予免关税待遇；
- 拓展旅游合作，开放埃塞俄比亚、肯尼亚、坦桑尼亚、赞比亚、毛里求斯、塞舌尔、津巴布韦和突尼斯8个非洲国家为“中国公民自费出国旅游目的地”；
- 举办“相约北京”国际艺术节和“中国文化非洲行”活动，促进非洲文化在中国传播；
- 增加民间交流。

会议举行时与中华人民共和国建交的非洲国家有46个，其中44个非洲国家与会。

## 北京峰会暨第三届部长级会议
第三届部长级会议于2006年11月3日在中国北京举行，中国和48个非洲国家的外交部长、负责经济合作事务的部长和代表出席了会议。11月4日，中非合作论坛北京峰会召开，中共中央总书记、国家主席胡锦涛，48个非洲国家的元首、政府首脑或代表，非洲联盟委员会主席科纳雷以及地区和国际组织的代表出席。本次會議的焦點在於中方邀請了五個與中華民國有外交關係國家的官員出席。53个非洲国家中有48个国家派出代表团参加，其中有42个国家元首亲自带队。11月5日，中非合作论坛北京峰会闭幕，通过了《中非合作论坛北京峰会宣言》和《中非合作论坛-北京行动计划（2007至2009年）》。此次會議加入了分別於2003年、2005年和2006年和中國復交的利比里亞、塞內加爾和乍得。

## 第四屆部長級會議
中非合作论坛第四屆部長級會議於2009年11月在埃及沙姆沙伊赫擧行。此次会议主题为“深化中非新型战略伙伴关系，谋求可持续发展”，会议通过了《中非合作论坛沙姆沙伊赫宣言》和《中非合作论坛——沙姆沙伊赫行动计划（2010—2012）》。中华人民共和国和49个非洲国家的外长和负责经济合作事务的部长与会，此次會議加入了於2008年和中國建交的馬拉維。

## 第五届部长级会议
中非合作论坛第五届部长级会议于2012年7月19日至20日在北京举行。此次会议主题为“继往开来，开创中非新型战略伙伴关系新局面”，会议通过了《中非合作论坛第五届部长级会议北京宣言》和《中非合作论坛第五届部长级会议——北京行动计划（2013年至2015年）》。
中华人民共和国和50个非洲国家的外长和负责经济合作事务的部长以及非洲联盟委员会主席与会，其中南苏丹和非盟委员会作为正式成员首次与会。

## 约翰内斯堡峰会暨第六屆部长级会议
中非合作论坛第六届部长级会议于2015年12月在南非約翰尼斯堡举行，峰会主题为“中非携手并进：合作共赢、共同发展”，中华人民共和国和50个非洲国家的国家元首、政府首脑、代表团团长和非洲联盟委员会主席与会。

## 北京峰会暨第七屆部长级会议

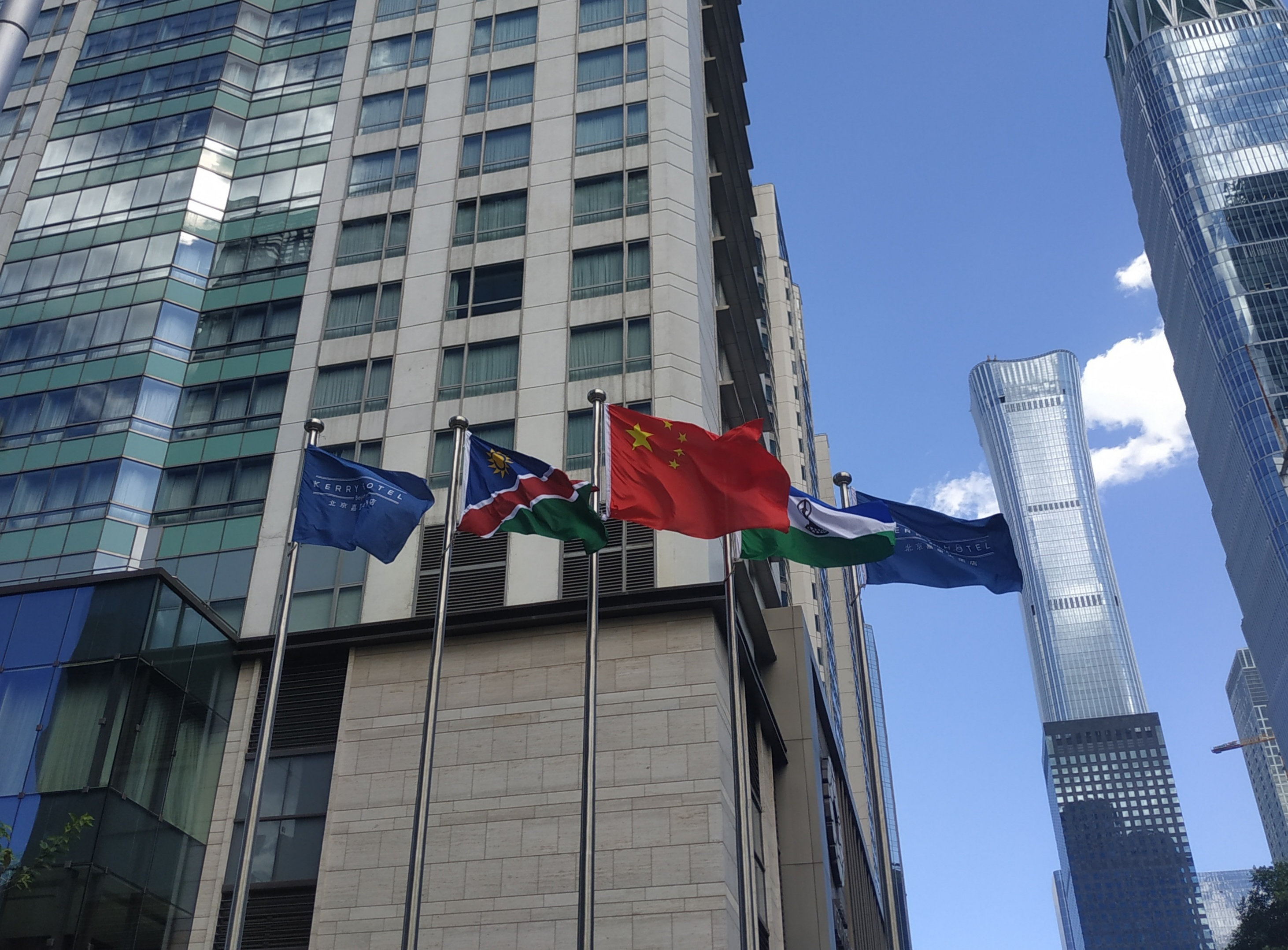
参加2018年中非合作论坛北京峰会的纳米比亚和莱索托领导人下榻北京嘉里大酒店

中非合作论坛北京峰会于2018年9月3日至4日在北京举行。多个非洲国家领导人抵达与中共中央总书记兼中国国家主席习近平会面。在中国推动“一带一路”以及中美贸易战的大背景下，中国积极谋求在非洲有更大的影响。在今年论坛举行前，中方已经向非洲多国送出大礼，落实一些投资项目。
据新华社报道，这次峰会吸引多国领导人出席，是“中国在非洲影响力日益增强的结果”，峰会有望构建“更加紧密中非命运共同体”，和对接“一带一路”与非洲发展。
中共中央总书记、中国国家主席习近平在峰会开幕式上发表主旨讲话时表示，“中国愿以打造新时代更加紧密的中非命运共同体为指引，在推进中非‘十大合作计划’基础上，同非洲国家密切配合，未来3年和今后一段时间重点实施‘八大行动’”，全方位规划了中非合作的优先领域和重点方向。
本次峰会规模空前，这说明中非合作具有强大的生命力。非洲国家致力于建立共同市场，中国积极维护多边贸易体制，双方有着共同点。在贸易保护主义抬头的当今世界，中国与非洲的合作为南南合作树立典范，有力地维护了多边贸易体制，“我们的未来充满光明”。
中非领导人围绕“合作共赢，携手构建更加紧密的中非命运共同体”这一峰会主题，共叙友情，共商合作，共话未来。这是中非友好大家庭的又一次大团圆，也是中国今年举办的规模最大、外国领导人出席最多的主场外交。众多非洲国家领导人和非盟委员会主席率团与会，联合国秘书长古特瑞斯作为特邀嘉宾、27个国际和非洲地区组织作为观察员也出席了峰会有关活动。
此次會議新增了於2013年和中華民國斷交並於2016年和中國復交的甘比亞及在2016、2018年先後与中华民国斷交，並与中华人民共和国复交的圣多美普林西比、布吉纳法索。

## 第八届部长级会议
中非合作论坛第八届部长级会议于2021年11月29日至30日在塞内加尔达喀尔举行。本届会议主题是“深化中非伙伴合作，促进可持续发展，构建新时代中非命运共同体”。

## 北京峰会暨第九届部长级会议
中非合作论坛北京峰会将于2024年9月4日至6日在北京举行。本届峰会主题是“携手推进现代化，共筑高水平中非命运共同体”。

## 成员
目前有中国、与中国建交的53个非洲国家以及非洲联盟委员会。这53个国家及首次参加时间分别为：
- 阿尔及利亚，第一届
- 安哥拉，第一届
- ，第一届
- ，第一届
- ，第一届
- 喀麦隆，第一届
- ，第一届
- 中非，第一届
- ，第一届
- 刚果共和国，第一届
- 刚果民主共和国，第一届
- ，第一届
- ，第一届
- 埃及，第一届
- 赤道几内亚，第一届
- ，第一届
- 衣索比亞，第一届
- 加彭，第一届
- ，第一届
- 几内亚，第一届
- ，第一届
- ，第一届
- 賴索托，第一届
- 利比亞，第一届
- 马达加斯加，第一届
- ，第一届
- 毛里塔尼亚，第一届
- 模里西斯，第三届
- 摩洛哥，第一届
- 莫桑比克，第一届
- 纳米比亚，第一届
- 尼日尔，第一届
- 奈及利亞，第一届
- 卢旺达，第一届
- 塞舌尔，第一届
- ，第一届
- ，第一届
- 南非，第一届
- 苏丹，第一届
- 坦桑尼亚，第一届
- 多哥，第一届
- 突尼西亞，第一届
- 乌干达，第一届
- 尚比亞，第一届
- 辛巴威，第一届
- ，第三届
- 利比里亚，第三届
- 塞内加尔，第三届
- 马拉维，第四届
- 南蘇丹，第五届
- ，第七届
- 聖多美和普林西比，第七届
- 布吉納法索，第七届

## 中方后续行动委员会
2000年11月，中非合作论坛中方后续行动委员会成立，目前共有37家成员单位：外交部、商务部、财政部、文化和旅游部、中央对外联络部、国家发展改革委、教育部、科技部、工业和信息化部、自然资源部、生态环境部、交通运输部、农业农村部、国家卫生健康委员会、中国人民银行、海关总署、税务总局、国家市场监督管理总局、国家广播电视总局、国家国际发展合作署、国家新闻出版署、国务院新闻办、中国银行保险监督管理委员会、国家能源局、国家国防科工局、中国民航局、国家药品监督管理局、国家电影局、国家乡村振兴局、共青团中央、中国贸促会、全国工商联、国家开发银行、中国进出口银行、中国出口信用保险公司、中国银行、北京市政府。

### 主席
- 名誉主席：时任外交部部长、商务部部长
- 主席：时任外交部分管非洲事务的副部长或部长助理、商务部分管非洲事务的副部长

### 秘书处
由外交部、商务部、财政部、文化和旅游部、中联部和国家国际发展合作署有关司局组成，外交部非洲司司长任秘书长。秘书处办公室设在外交部非洲司。

## 延伸阅读
- 中國的第三世界政策與地緣政治策略. 李榭熙; 香港社會科學學報; 36 2009.春-夏; 頁139-161